# میگ-۳۳
میکویان میگ-۳۳ یک جنگنده چندمنظوره ساخت شرکت میگ روسیه است.
میگ ۲۹ در نسخه‌های پایه یک شکاری دفاع نقطه‌ای بود که در راهبرد دفاعی شوروی آخرین حلقه دفاعی بود. به‌همین خاطر از توان حمل مهمات و برد پروازی کمی برخوردار بود. میگ با درک این مشکلات کوشید با ارتقاهایی این مشکلات را برطرف کند و توان چندمنظورگی و حمله هوا به زمین به آن اضافه کند. البته به‌دلیل نتایج ضعیف میگ ۲۹ و بدنامی آن، نسخه ارتقا یافته آن با نام جدیدی بازاریابی شد. در کل این جنگنده بر پایه میگ-۲۹ ساخته شده‌است و تفاوت آن با نسخه اصلی، توان هوا به زمین و بهبود برد پروازی است. این جنگنده در سال ۱۹۹۰ به خدمت درآمد.

## پلتفرم و تفاوت‌ها با میگ-۲۹
این جنگنده بر پایه پلتفرم میگ ۲۹ ساخته شده‌است.
میگ-۳۳ بروزرسانی میگ -۲۹ است که در در بخش‌های مختلف نسبت به مدل قبلی به‌روزرسانی شده‌است. از اهداف این بروزرسانی می‌توان به تلاش برای برد بیشتر و افزودن قابلیت‌های بیشتر نسبت به میگ-۲۹ اشاره کرد که این امر محقق شده‌است.
در این جنگنده ظرفیت سوخت نسبت به میگ ۲۹ ارتقا داده شده‌است همچنین سیستم‌های کنترل و مخابراتی و الکترونیکی آن نسبت به میگ ۲۹ پیشرفته تر می‌باشد.

## مشخصات فنی
میگ-۳۳ از موتور (آر-دیی-۳۳) استفاده می‌کند که ۸۱ کیلو نیوتن توان دارد. توانایی بارگیری مهمات در این جنگنده ۴۵۰۰ کیلوگرم است.
طول این جنگنده ۱۷٫۳۷ متر، ارتفاع ۴٫۷۳ و وزن این جنگنده ۱۱ تن می‌باشد.

## مشخصات عمومی
- خدمه:یک نفر
- طول:۱۷٫۳۷ متر
- طول باله:۱۱٫۴ متر
- ارتفاع:۴٫۷۳ متر
- مساحت باله:۳۸ مترمربع
- وزن خالی:۱۱تن
- پیشرانه:دو عدد موتور آر دی-۳۳
- برد:۲۰۰۰ کیلومتر
- سقف ارتفاع:۱۷٫۵کیلومتر